# Internationaler Flughafen Minot

i7
i11
i13
Der Minot International Airport (IATA-Code: MOT, ICAO-Code: KMOT) ist ein öffentlicher Flughafen, 3 km nördlich von Minot im Ward County, North Dakota in den Vereinigten Staaten.

## Flughafendaten
Er hat eine Betonpiste mit 2347 m Länge und 46 m Breite und eine Asphaltpiste mit 1935 m Länge und 30 m Breite. Die Fläche des Flughafens beträgt 633 ha. Die Seehöhe beträgt 523 m.

## Geschichte
Die Ursprünge des Passagierdienstes begannen am 24. Juli 1928, als International Airways, Inc. den Kauf eines Ryan Brougham-Eindeckers (vier Passagiere) ankündigte. Der Liniendienst begann am 17. September 1929 mit Flügen zwischen Minot und Bismarck. International Airways hatte damals sechs Flugzeuge in Minot stationiert. Nach dem Börsencrash im Oktober 1929 wurde der Betrieb eingestellt. Bis in die 1930er Jahre kehrten keine Linienfluggesellschaften nach Minot zurück. Am 1. November 1940 richtete Mid-Continent Airlines einen Luftpost- und Passagierdienst von Minot über Bismarck, North Dakota; Aberdeen, South Dakota; Huron, South Dakota nach Sioux Falls, South Dakota ein. Diese Fluggesellschaft stellte den Flugbetrieb nach North Dakota im Mai 1942 ein.
Im August 1946 nahm Mid Continent den Flugbetrieb in Minot auf derselben Route die Verbindungen über Bismarck bis 1953 wieder auf und setzte diesen auch nach der Übernahme von Mid Continent durch Braniff International Airways im Jahr 1951 fort. Der Single-Carrier-Service von Braniff Airways wurde bis in die 1950er Jahre fortgesetzt durch Bismarck, Aberdeen, Huron und Sioux Falls, bis der Betrieb im Februar 1959 eingestellt wurde. North Central Airlines nahm ihren Flug nach Minot am 26. Februar 1959 über Devils Lake und Grand Forks nach Minneapolis und südlich über Bismarck nach Sioux Falls und Omaha auf. North Central Airlines flog mit Douglas DC-3, bis 1965 auf Convair CV-580 umgestellt wurde, und dann im Jahr 1968 auf Douglas DC-9. Im Jahr 1980 fusionierte North Central Airlines mit Southern Airways zu Republic Airlines. Republic Airlines verband Minot mit Grand Forks weiter nach Minneapolis.
Frontier Airlines führte am 1. April 1959 ihren Erstflug nach Minot durch. Ende der 1950er Jahre nahm Frontier Airlines den Betrieb mit DC-3 nach Minot auf, mit Flügen über Bismarck und mehrere andere Städte im Westen nach Billings, Denver und Salt Lake City. Convair CV-580 wurden bereits 1962 von Frontier in Minot eingesetzt und schließlich wurde der Dienst von Minot aus Ende der 1970er Jahre auf Winnipeg, Manitoba, Kanada ausgeweitet. Ende 1976 begann Norcanair Airlines mit dem Linienflugverkehr nach Minot aus Kanada und ergänzte damit den bereits von Frontier Airlines angebotenen internationalen Service nach Winnipeg, Manitoba. Frontier Airlines bediente Minot weiterhin nach Denver und weiter nach Regina und Saskatoon in der kanadischen Provinz Saskatchewan und Winnipeg, Manitoba, bis die Fluggesellschaft 1986 Insolvenz anmeldete. Eine wiederauferstandene Frontier Airlines startete 1994 erneut und bediente Minot für kurze Zeit, bevor sie den Markt aufgab. Frontier begann 2012 erneut, von Minot nach Denver zu fliegen, stellte den Dienst jedoch Anfang wieder 2015 ein.
Die Deregulierung der Fluggesellschaften in den späten 1970er und frühen 1980er Jahren löste eine 20-jährige Periode zahlreicher Probleme aus. Änderungen bei den Fluggesellschaften, die Minot bedienen: Norcanair verließ Minot Anfang 1979. „Realwest Airlines“, eine Zubringerfluggesellschaft mit Cessna 402 kam 1979 an, flog aber nur kurze Zeit, und verband Minot mit Williston, North Dakota; Fargo, North Dakota; Bismarck und anderen Städten. Big Sky Airlines und Great Plains Airlines bedienten Minot 1993, blieben aber jeweils höchstens ein Jahr lang.
Continental Airlines nahm kurz darauf den Flug nach Minot von Denver auf, bis Ende 1993. Die Fluggesellschaft Continental verließ Minot Ende 1993, was eine kurze Rückkehr von Frontier Airlines im Jahr 1993 zur Folge hatte 1994. United Express (betrieben von Air Wisconsin) kam ebenfalls 1994 auf den Markt und war bis 1998 in Betrieb. United Airlines begann 2010 mit Flügen nach Denver mit der Bedienung des Flughafens und bedient Minot weiterhin bis in die Gegenwart. Im Jahr 2009, Delta Airlines hatte Northwest Airlines übernommen, flog aber weiterhin von Minot nach Minneapolis/St. Paul. Von 1999 bis 2009 operierte mit Northwest nur eine einzige Fluggesellschaft in Minot. Delta setzte den Dienst für Minot fort. Allegiant Air begann 2010 mit Flügen nach Las Vegas und Phoenix/Mesa und betreibt diese Route bis heute.

## Flugbetrieb
Im Jahre 2022 wurden 139.351  Passagiere befördert. Im selben Jahr fanden 33.020 Flugbewegungen statt, davon 13.697 lokale Bewegungen, 10.494 Zwischenlandungen, 4.869 Air-Taxi-Flüge, 2.020 Frachtflüge und 1.940 militärische Flüge. In diesem Jahr waren hier 119 einmotorige und 6 zweimotorige Flugzeuge sowie 1 Jetflugzeug und 2 Hubschrauber stationiert.
Die wichtigsten Fluggesellschaften für den Flugplatz sind Allegiant Air, Delta Air Lines und United Airlines.

## Vorfall
Am 18. Juli 2025 kam es zu einem Airprox. Der Flughafen wird ohne lokales Radar betrieben, Radar gibt es jedoch auf der 13 km nördlich gelegenen Minot Air Force Base.
Die Embraer 175 des Passagierflugs 3788 der SkyWest-Airline wurde beim vom Lotsen freigegebenen Landeanflug zum Flughafen Minot von einem Bomber B-52 der USAF im Zusammenhang mit einem Überflug der North Dakota State Fair in Minot überrascht und zu einem "energischen Manöver" veranlasst.